# Waterpostelein
Waterpostelein (Lythrum portula, basioniem: Peplis portula) is een eenjarige plant uit de kattenstaartfamilie ( Lythraceae). De soort komt voor in Eurazië.
De plant wordt 5-25 cm hoog en heeft een 10 cm lange, kruipende, vaak roodachtige stengel. De stengels bewortelen gemakkelijk. De bladeren staan kruisgewijs aan de stengel en hebben een afgeronde top. De plant lijkt veel op het waterlepeltje (Ludwigia palustris), maar die heeft bladeren met een spitse top. De kiemplantjes drijven in het water.
Planten die in ondiep water staan bloeien niet. Op andere standplaatsen bloeit waterpostelein van juni tot de herfst met paarsrode of witachtige, tweeslachtige bloempjes. De zes kroonblaadjes zijn ongeveer 1 mm lang en de kelkbladen zijn ongeveer even lang als de bijkelkslippen. De bloempjes staan in de bladoksels.
De vrucht is een doosvrucht.
Waterpostelein komt voor op drooggevallen open, natte en matig voedselarme zand- en leemgronden. Ook komt de plant voor in ondiep water.

## Plantengemeenschap
De waterpostelein is een kensoort voor het dwergbiezen-verbond (Nanocyperion).